# Android Gingerbread

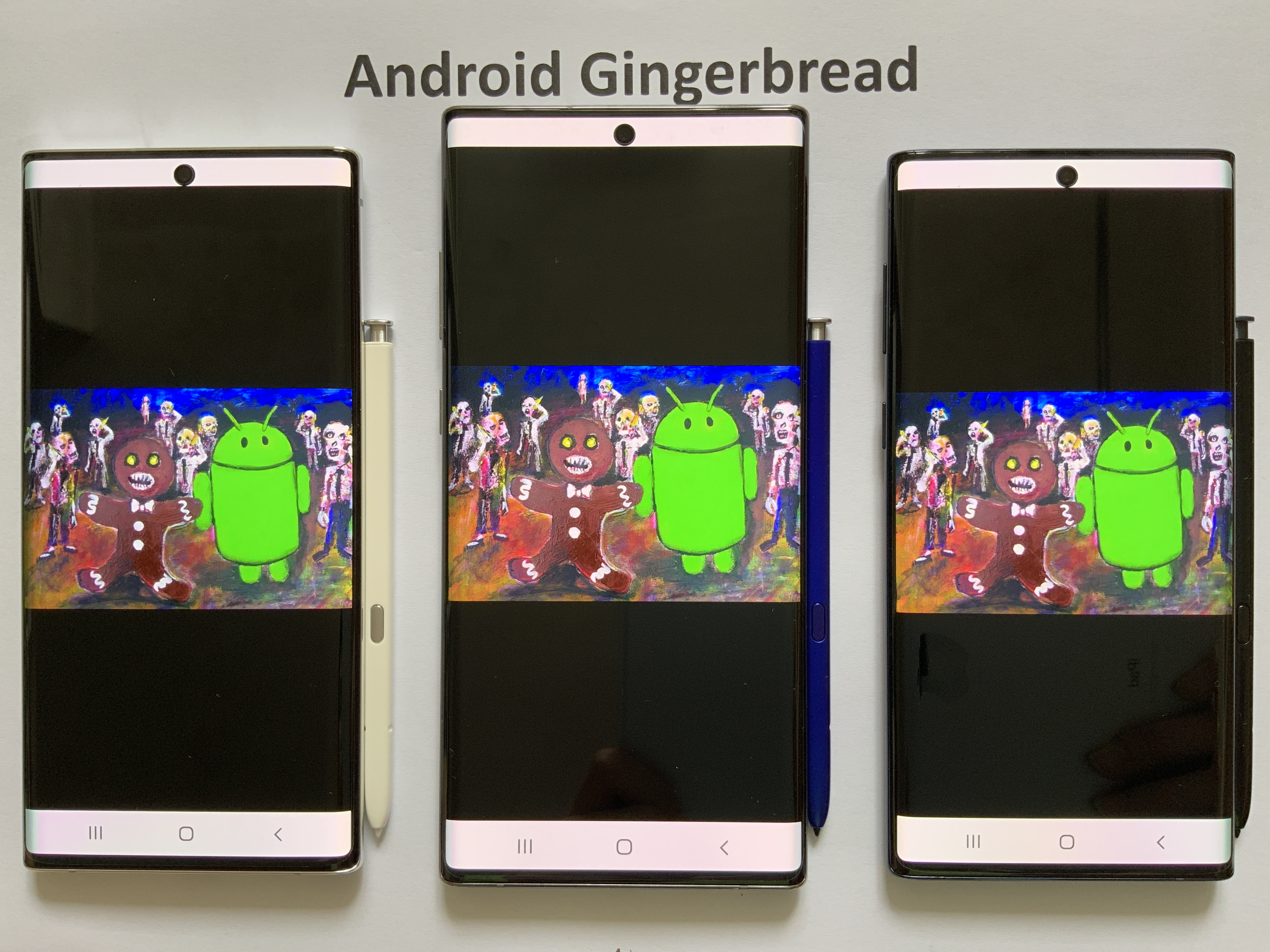

Android Gingerbread ist die siebte Version von Android, dem von Google entwickelten mobilen Betriebssystems, welche im Dezember 2010 veröffentlicht wurde und die Versionen 2.3 bis 2.3.7 umfasst. Für diese Version wurde der Support bereits eingestellt. Mit der Gingerbread-Version wurde die Unterstützung für Near Field Communication (NFC) und Session Initiation Protocol (SIP) eingeführt.
Die Benutzeroberfläche von Gingerbread wurde in vielerlei Hinsicht verfeinert, so dass sie einfacher und schneller zu bedienen und effizienter sein soll. Ein vereinfachtes Farbschema mit schwarzem Hintergrund verlieh der Benachrichtigungsleiste, den Menüs und anderen Komponenten der Benutzeroberfläche Lebendigkeit und Kontrast. Verbesserungen in Menüs und Einstellungen führten zu einer einfacheren Navigation.
Das Nexus S, das im Dezember 2010 veröffentlicht wurde, war das erste Telefon aus der Nexus-Reihe, das mit Gingerbread lief, und auch das erste aus der Reihe mit eingebauter NFC-Funktionalität.
Im April 2020 liefen laut einer von Google herausgegebenen Statistik 0,2 % aller Android-Geräte, die auf Google Play zugreifen, mit Gingerbread.